# 苫思丁
苫思丁，字成之，元朝官员，回回人。
元仁宗延祐年间，苫思担任辽州（今山西昔阳县西北）监郡，升任吏部侍郎，历仕元英宗、泰定帝、元文宗三朝。至顺三年（1332年），任庆元路（今浙江宁波市）总管。为官清廉俭约，善理财政。修筑渠池、大力提倡屯田耕织、兴办学校、严惩贪官、减轻民众的漕运负担，四明百姓为他立碑志功。升任两淮都转运使（司治今扬州市）。任满升任浙东道（今浙江绍兴市）宣慰使都元帅。